# Helina tanigawensis
Helina tanigawensis este o specie de muște din genul Helina, familia Muscidae, descrisă de Shinonaga în anul 2003. Conform Catalogue of Life specia Helina tanigawensis nu are subspecii cunoscute.